# Spretig fjäderstjärna
Spretig fjäderstjärna (Antedon bifida) är en sjöliljeart som först beskrevs av Thomas Pennant 1777.  Spretig fjäderstjärna ingår i släktet Antedon och familjen fjäderhårstjärnor. Arten har ej påträffats i Sverige. Inga underarter finns listade i Catalogue of Life.